# HandbalNL League 2024
De HandbalNL League 2024 is de Nederlandse nacompetitie voor de Nederlandse teams in de BENE-League. In de HandbalNL League spelen de beste zes teams van Nederland om de landstitel.
Voor aanvang van het HandbalNL League competitie werd op 28 februari 2024 bekent dat KEMBIT-LIONS uitgesloten was van deelnamen aan de HandbalNL League. Dit komt door het faillissement van de stichting achter KEMBIT-LIONS, Top Handbal Zuid-Limburg. De THZL is hierdoor in beroep gegaan. Op 8 maart heeft de licentiecommissie de licentie voor deelnamen aan de HandbalNL League van KEMBIT-LIONS teruggegeven.

## Opzet
- Er wordt een volledige competitie gespeeld. Alle teams spelen twee keer tegen elkaar.
- Afhankelijk van de prestatie in de BENE-League zullen er bonuspunten gegeven worden.
  - Nummer01 t/m 04 = 2 bonuspunten
  - Nummer05 t/m 08 = 1 bonuspunt
  - Nummer09 t/m 12 = 0 bonuspunten
- De twee beste ploegen spelen na het beëindigen van de competitie een drieluik om te bepalen wie landskampioen van Nederland wordt.
- De nummer laatste speelt tegen de nummer een van de eredivisie voor promotie/degradatie voor de BENE-League.

## Teams
| Ploeg                             | Plaats         | Provincie     | Trainer(s)                 | Hal                       |
| --------------------------------- | -------------- | ------------- | -------------------------- | ------------------------- |
| Green Park Handbal Aalsmeer       | Aalsmeer       | Noord-Holland | Wai Wong                   | De Bloemhof               |
| Herpertz Bevo HC                  | Panningen      | Limburg       | Hans van Dijk              | De Heuf                   |
| KEMBIT-LIONS                      | Sittard-Geleen | Limburg       | Lambert Schuurs Ivo Steins | Stadssporthal             |
| L. van Raak Milieutechniek/Houten | Houten         | Utrecht       | Job Reumer                 | The Dome                  |
| Drenth Groep Hurry-Up             | Zwartemeer     | Drenthe       | Sven Hemmes                | Techniekplein Emmen Arena |
| KRAS/Volendam                     | Volendam       | Noord-Holland | Geert Hinskens             | Opperdam                  |

## Stand
| Pos | Club                              | Wed | W | G | V | Ptn | DV  | DT  | +/− | Opmerking                       |
| --- | --------------------------------- | --- | - | - | - | --- | --- | --- | --- | ------------------------------- |
| 1   | Green Park Handbal Aalsmeer       | 5   | 3 | 2 | 0 | 10  | 172 | 143 | 29  | Geplaatst voor de Best of Three |
| 2   | KEMBIT-LIONS                      | 5   | 4 | 0 | 1 | 10  | 154 | 141 | 13  | Geplaatst voor de Best of Three |
| 3   | KRAS/Volendam                     | 5   | 3 | 1 | 1 | 8   | 163 | 131 | 32  |                                 |
| 4   | Herpertz Bevo HC                  | 5   | 2 | 1 | 2 | 6   | 152 | 150 | 2   |                                 |
| 5   | Drenth Groep Hurry-Up             | 5   | 1 | 0 | 4 | 3   | 146 | 165 | -19 |                                 |
| 6   | L. van Raak Milieutechniek/Houten | 5   | 0 | 0 | 5 | 0   | 138 | 195 | -57 | Geplaatst voor Best of Two      |

Bron: NHV
|                                   | AAL     | BEV     | LIO     | HOU     | HUR     | VOL     |
| --------------------------------- | ------- | ------- | ------- | ------- | ------- | ------- |
| Green Park Handbal Aalsmeer       |         | 28 - 28 |         |         | 41 - 28 | 31 - 31 |
| Herpertz Bevo HC                  |         | 30 - 32 | 38 - 27 |         |         |         |
| KEMBIT-LIONS                      | 23 - 30 |         |         | 30 - 29 | 28 - 25 |         |
| L. van Raak Milieutechniek/Houten | 33 - 42 | 27 - 41 |         |         |         |         |
| Drenth Groep Hurry-Up             |         | 31 - 33 |         | 34 - 26 |         |         |
| KRAS/Volendam                     | 32 - 23 | 40 - 25 | 35 - 24 |         |         |         |

Bron: NHV

## Nacompetitie

### Best of Two
In de Best of Two spelen de nummer 6 van de HandbalNL League tegen de nummer 1 van de eredivisie voor promotie/degradatie.
| 26 juni 2024 15:00 | L. van Raak Milieutechniek/Houten | 33 - 33 | BFC | The Dome, Houten Scheidsrechters: Wiendels, Erinkveld |
| 26 juni 2024 15:00 | (18-19)                           |         |     | The Dome, Houten Scheidsrechters: Wiendels, Erinkveld |
| 26 juni 2024 15:00 |                                   |         |     | The Dome, Houten Scheidsrechters: Wiendels, Erinkveld |

| 2 juli 2024 14:00 | BFC     | 31 - 38 | L. van Raak Milieutechniek/Houten | Glanerbrook, Geleen Scheidsrechters: Klompers, Stobbe |
| 2 juli 2024 14:00 | (19-21) |         |                                   | Glanerbrook, Geleen Scheidsrechters: Klompers, Stobbe |
| 2 juli 2024 14:00 |         |         |                                   | Glanerbrook, Geleen Scheidsrechters: Klompers, Stobbe |

### Best of Three
In de Best of Three spelen de nummers 1 en 2 van de HandbalNL League tegen elkaar voor de landstitel van Nederland.
| 25 mei 2024 19:00 | Green Park Handbal Aalsmeer | 37 - 25 | KEMBIT-LIONS | De Bloemhof, Aalsmeer Scheidsrechters: Wolbertus, Weijmans |
| 25 mei 2024 19:00 | (20-13)                     |         |              | De Bloemhof, Aalsmeer Scheidsrechters: Wolbertus, Weijmans |
| 25 mei 2024 19:00 |                             |         |              | De Bloemhof, Aalsmeer Scheidsrechters: Wolbertus, Weijmans |

| 2 juni 2024 13:00 | KEMBIT-LIONS | 28 - 31 | Green Park Handbal Aalsmeer | Stadssporthal, Sittard Scheidsrechters: Geraets, Geraets |
| 2 juni 2024 13:00 | (12-13)      |         |                             | Stadssporthal, Sittard Scheidsrechters: Geraets, Geraets |
| 2 juni 2024 13:00 |              |         |                             | Stadssporthal, Sittard Scheidsrechters: Geraets, Geraets |

| 9 mei 2024 15:30 | Green Park Handbal Aalsmeer | v | KEMBIT-LIONS | De Bloemhof, Aalsmeer |
| 9 mei 2024 15:30 |                             |   |              | De Bloemhof, Aalsmeer |
| 9 mei 2024 15:30 |                             |   |              | De Bloemhof, Aalsmeer |